# Bioenergoterapia
Ten artykuł opisuje teorie, metody lub czynności niezgodne ze współczesną wiedzą medyczną.

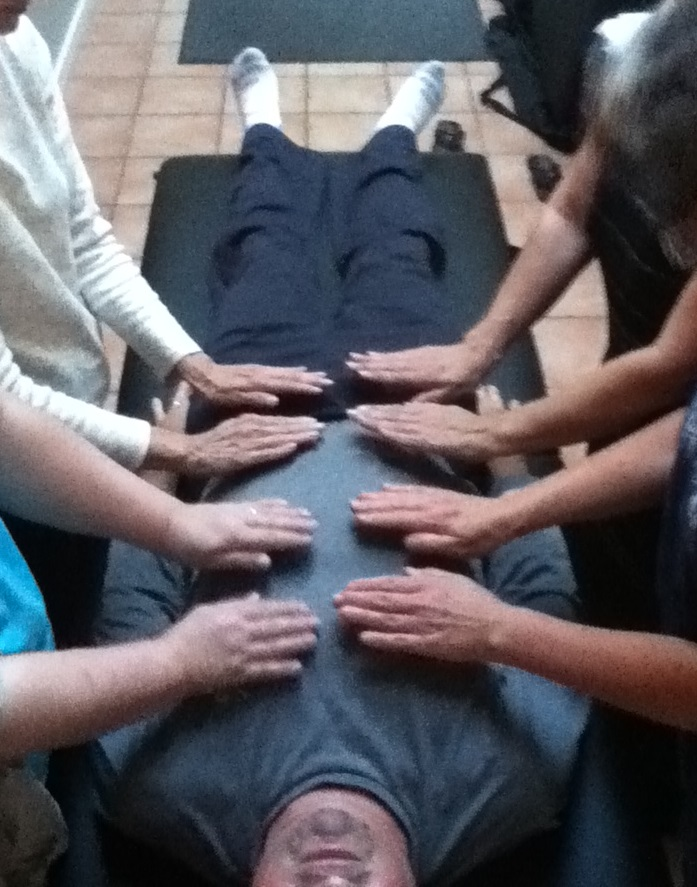
Nakładanie rąk podczas zabiegu reiki

Bioenergoterapia – grupa metod z zakresu medycyny niekonwencjonalnej, zakładających możliwość oddziaływania osoby wykonującej zabieg (bioenergoterapeuty) na osobę chorą, w sposób bezpośredni (poprzez zbliżenie lub dotyk) lub na odległość (poprzez przepływ nieokreślonego rodzaju energii). Do metod tych zalicza się też modlitwę i inne metody mentalne. 
Według obecnej wiedzy bioenergoterapia jest metodą niemającą podstaw naukowych. Nauka medyczna ewentualne efekty bioenergoterapii przypisuje przede wszystkim sugestii.

## Stan wiedzy i badania
Przez brak naukowego wyjaśnienia, jak może działać terapia bioenergoterapia, naukowcy zaklasyfikowali ją jako pseudonaukę. Niektóre badania nie wykazały efektów wyższych niż efekt placebo. Przeprowadzone w 2014 r. badania nad leczeniem energetycznym pacjentów z rakiem jelita grubego nie wykazały poprawy jakości życia, objawów depresyjnych, nastroju ani jakości snu. 
Metody z zakresu bioenergoterapii spotykają się ze zdecydowaną krytyką lekarzy ze względu to, że sugestie osób ją praktykujących opóźniają podejmowanie prawdziwego leczenia przez chorych, co pogarsza ich szanse na ratunek.